# 蜘蛛刀具
蜘蛛刀具（英语：Spyderco）是一家位于美国科罗拉多州戈尔登的刀具制造商，主要生产刀具和磨刀器，蜘蛛刀具的许多创新设计现在普遍存在于折叠刀具中，例如刀柄背夹（使刀具更易于携带），锯齿刀刃（增强切割能力）和刀片圆孔（方便单手快速打开刀片）。

## 部分产品

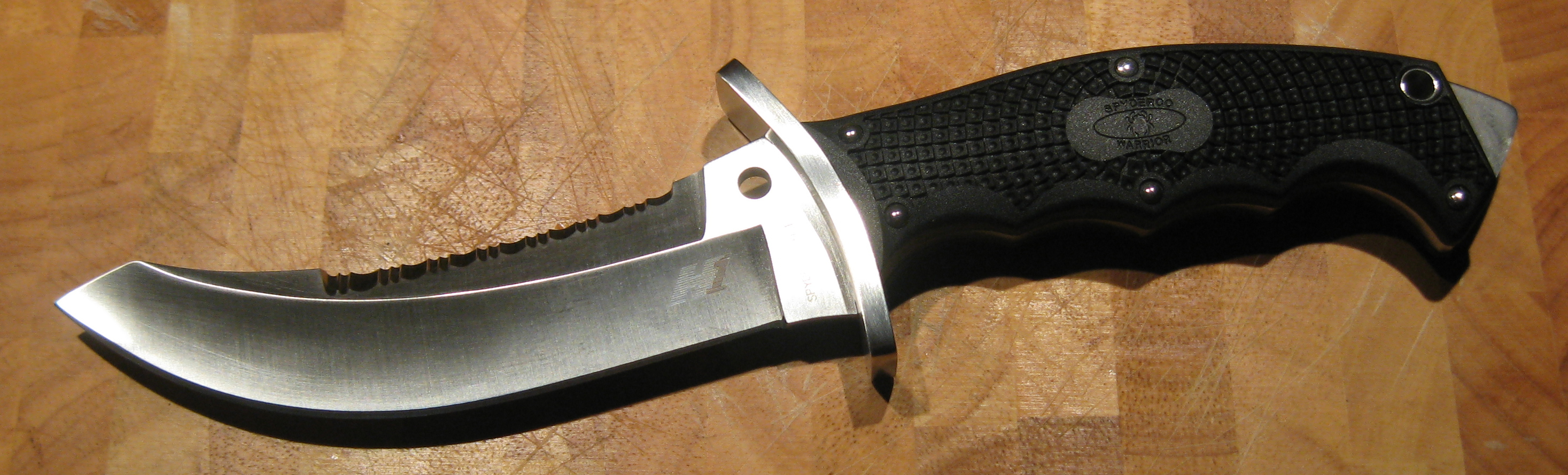
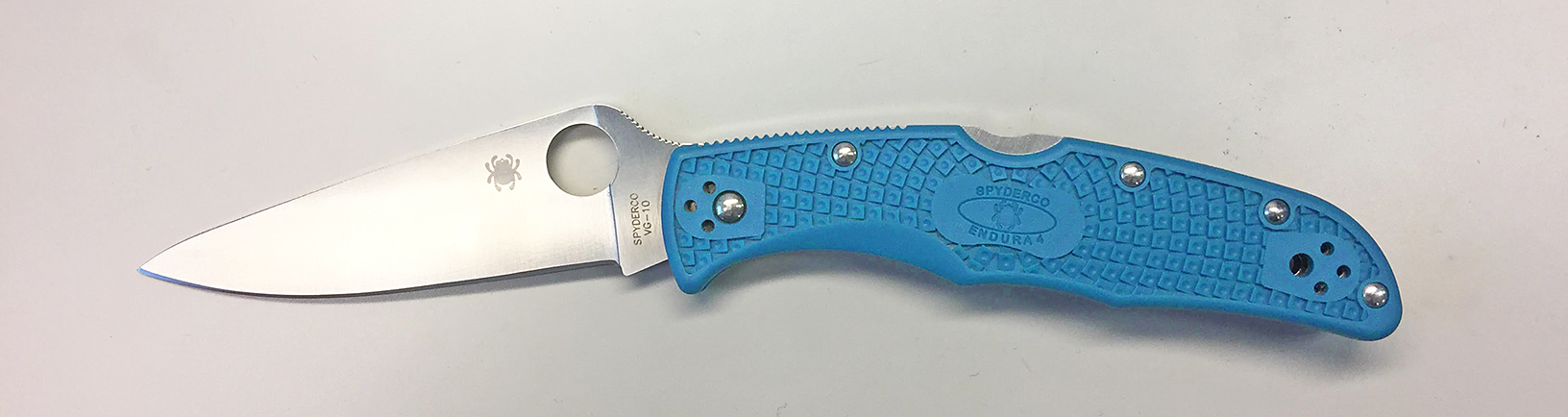
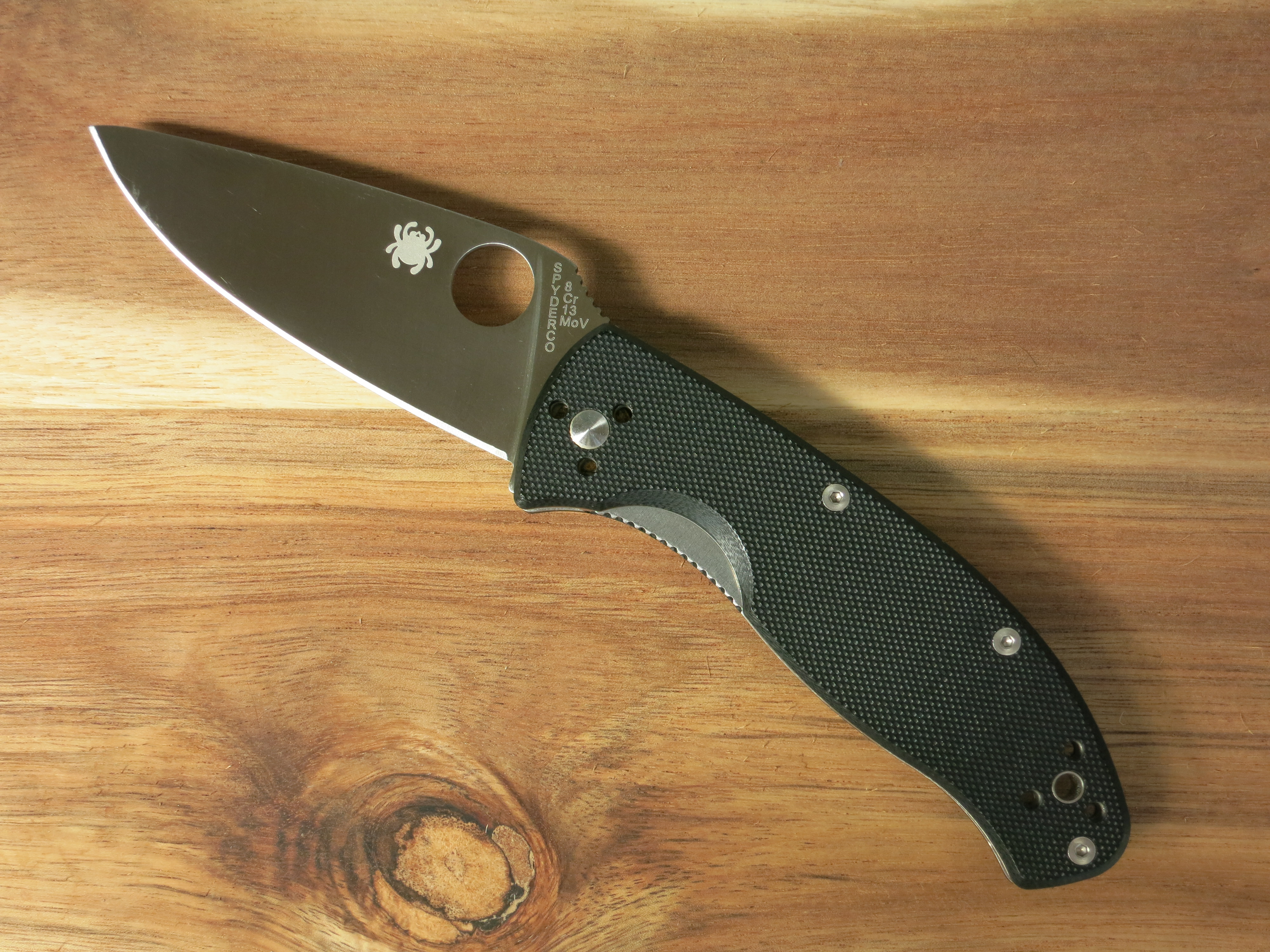
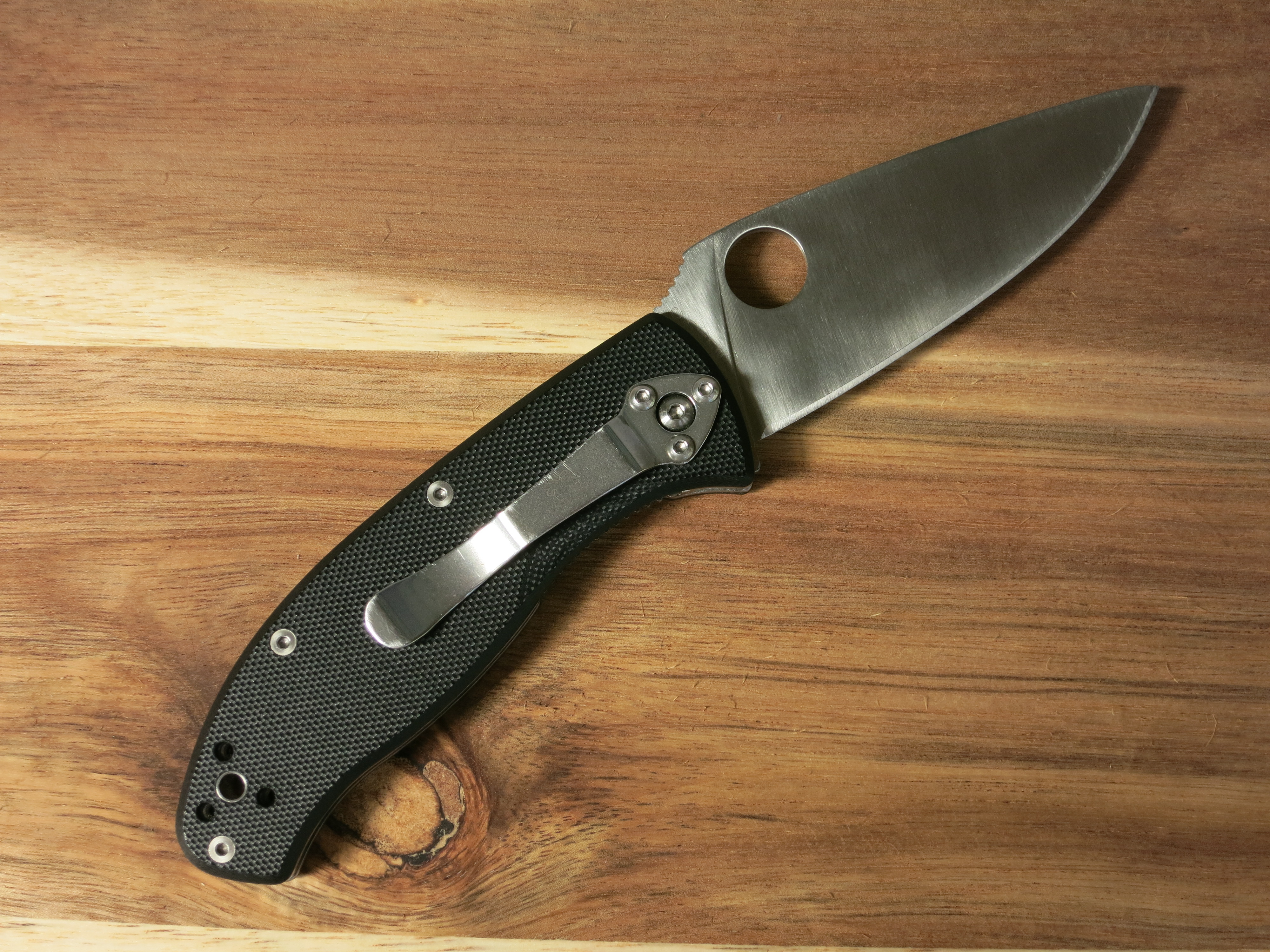
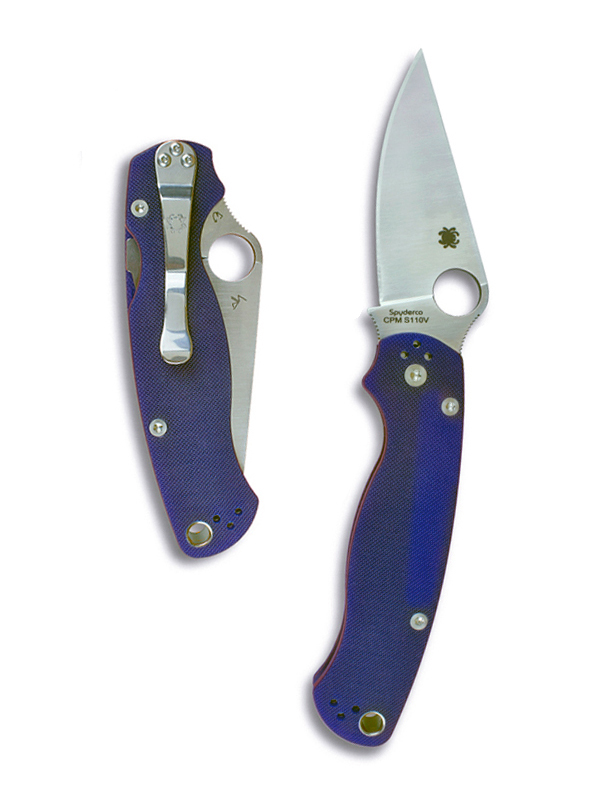
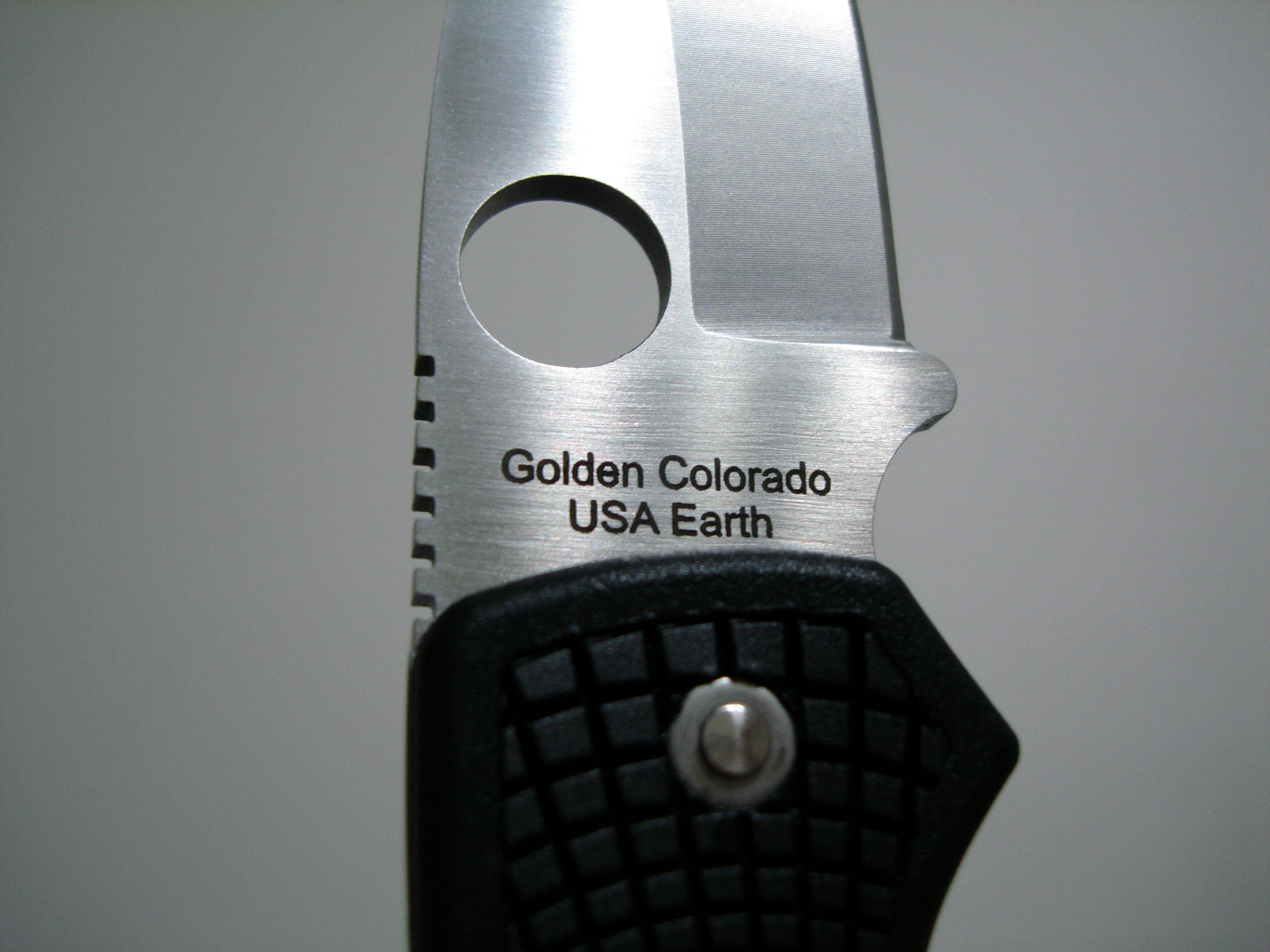